# Erigone jaegeri
Erigone jaegeri là một loài nhện trong họ Linyphiidae.
Loài này thuộc chi Erigone. Erigone jaegeri được Barbara C. Baehr miêu tả năm 1984.